# Soplodje
Soplodje je navidez enoten plod nastal iz socvetja. Med soplodja lahko štejemo tudi storže iglavcev, ki imajo olesenele plodne luske.

## Primeri soplodij
- plod ananasa (Ananas comosus) – os socvetja omeseni in skupaj z omesenelimi spodnjimi deli krovnih listov in omesenelimi zraslimi plodnicami ustvarjajo soplodje
- figa – plod figovca (Ficus carica) – posamezne plodiče oreške obdaja os socvetja, ki omeseni
- plod murve (Morus) – cvetno odevalo posameznih ženskih cvetov v socvetju omeseni; ta omesenela odevala obdajajo oreške, ki se razvijejo iz pestičev
- hmeljni storžek (Humulus) – ženska socvetja se razvijejo v zelnate storže, ki jih sestavljajo povečani ovršni listi
- plod nangka (Artocarpus heterophyllus) – soplodje, zraslo iz nekaj sto omesenelih plodov
- storž iglavcev se razvije iz ženskega socvetja sestavljajo olesenele semenske in krovne luske
- plodovi lipe (Tilia platyphillos) in lipovca (Tilia cordata) – pakobulasto socvetje se po oploditvi razvije v soplodje s plodovi oreški